# Сахельская акациевая саванна
Сахельская акациевая саванна — крупный экологический регион, протянувшийся через всю Африку от Атлантического океана до Красного моря. Ширина экорегиона варьируется от нескольких сотен до более тысячи километров. Статус сохранности экорегиона оценивается как уязвимый, его специальный код — AT0713.
Плотность населения невысока: от 1 до 5 чел. на км² на севере, и от 50 до 100 чел. на км² на юге и вокруг некоторых источников воды. Вдали от постоянных рек и озёр преобладающей формой землепользования является кочевое скотоводство.

## Ландшафт
Ландшафт в основном равнинный, большая часть региона находится на высоте от 200 до 400 м над уровнем моря. Несколько изолированных горных массивов, некоторые из которых имеют высоту более 3000 м, были отнесены к другим экорегионам из-за их отличающейся флоры и фауны.
В геологическом отношении экорегион в основном покрывает ряд осадочный бассейнов, но более высокие земли, расположенные между Центральноафриканской республикой и Суданом, состоят из материалов докембрийского фундамента. Есть также недавние отложения из огромных озёр.

## Климат
Климат тропический, жаркий и сильно сезонный. Среднемесячные максимальные температуры колеблются от 33 °C до 36 °C, среднемесячные минимальные температура — от 18 °C до 21 °C. Годовое количество осадков составляет около 600 мм на юге экорегиона, но снижается до 200 мм на севере. Большинство дождей выпадает в период с мая по сентябрь, за которыми следует сухой период, длящийся 6—8 месяцев, в течение которого древесная растительность теряет листья, а травы высыхают и могут загореться.

## Фауна
Эндемичных животных в экорегионе меньше, чем растений, отчасти из-за того, что этот регион имеет большую территорию и включает часть Суданского регионального центра эндемизма. Тем не менее, он обладает некоторыми эндемиками, в основном небольшими, адаптированными к засушливости грызунами, особенно 4 вида из рода карликовые песчанки: песчанка Ботты, дарфурская песчанка, суданская песчанка и хартумская песчанка. Они связаны с возвышенностями в западном Судане, которые образуют небольшой центр эндемизма песчанок. Эндемичные млекопитающие также включают кожана Флауэра, мышь Хугстрааля, песчанку Петтера и сенегальскую длиннопалую песчанку. Среди птиц только два вида считаются эндемичными: рыжий кустарниковый жаворонок и суданский ремез. Эндемизм более выражен у рептилий: 10 видов считаются эндемичными.
Ярко выраженный засушливый сезон означает, что даже временные поверхностные воды, когда они доступны, очень важны для дикой природы. Птицы во время ежегодной миграции используют эти угодья. Угодья также важны для сезонного сельского хозяйства, поэтому часто являются местом конфликта между дикой природой и человеческими потребностями.

## Состояние экорегиона
Первоначальные заросли акации этого региона претерпели сильные изменения за тысячи лет в результате климатических изменений и антропогенного воздействия. Оставшиеся блоки нетронутой среды обитания находятся в основном на охраняемых территориях, однако даже там распространено браконьерство. Площадь всех охраняемых территорий составляет 224 825 км², но, поскольку экорегион очень обширен, площадь защищённых территорий можно считать низкой — всего около 7 % от всей площади экорегиона. Охраняемые территории экорегиона включают Национальный парк бассейна реки Чад в Нигерии, Национальный резерват Аир и Тенере в Нигере и национальные парки Ваза в Камеруне, Диавалинг в Мавритании, Джудж в Сенегале.
Различные животные, такие как сахарский орикс, считающийся вымершим в природе, газель-дама, газель-доркас и краснолобая газель ранее были многочисленны и распространены в регионе. Вымирающие хищники, такие как гиеновидная собака, гепард и лев, также были обычными, но теперь истреблены в большей части экорегиона.
Одними из главных угроз для экорегиона считаются сельское хозяйство на засушливых землях, охота, сбор древесины для топлива, пожары и военные действия. Всё это в будущем может иметь большой эффект, основные изменения — потеря крупных деревьев и потенциальная угроза потери всей растительности на территории, что приведёт к распространению Сахары на юг.

## Провинции, полностью или частично расположенные в экорегионе
- Буркина-Фасо: Сахель, Северо-Центральная область;
- Камерун: Крайнесеверный регион;
- Мавритания: Адрар, Асаба, Бракна, Горголь, Иншири, Кудимага, Тагант, Трарза, Ход-эш-Шарки;
- Мали: Гао, Каес, Кидаль, Куликоро, Мопти, Сегу, Томбукту;
- Нигер: все провинции страны;
- Нигерия: Борно, Йобе;
- Сенегал: Луга, Матам, Сен-Луи;
- Судан: все провинции страны;
- ЦАР: Вакага;
- Чад: Батха, Бахр-эль-Газаль, Борку, Ваддай, Вади-Фера, Восточное Майо-Кеби, Восточный Логон, Восточный Эннеди, Гера, Западный Логон, Западный Эннеди, Канем, Лак, Мандуль, Нджамена, Саламат, Сила, Среднее Шари, Танджиле, Хаджер-Ламис, Шари-Багирми;
- Эритрея: Ансэба, Гаш-Барка, Дэбуб, Сэмиэн-Кэй-Бахри;
- Эфиопия: Амхара, Гамбела, Тыграй;
- Южный Судан: Вараб (Абьей), Вахда, Верхний Нил, Джонглей, Западный Бахр-эль-Газаль.